# 564 (číslo)
Pět set šedesát čtyři je přirozené číslo. Následuje po čísle pět set šedesát tři a předchází číslu pět set šedesát pět. Římskými číslicemi se zapisuje DLXIV a řeckými číslicemi φξδ.

## Matematika
564 je:
- Abundantní číslo
- Složené číslo
- Nešťastné číslo

## Astronomie
- (564) Dudu je planetka hlavního pásu, kterou objevil v roce 1905 Paul Götz

## Roky
- 564
- 564 př. n. l.